# 劉子傑
劉子傑（英語：Chris Lau Chi-kit），香港泛民主派成員，民主黨成員，前香港葵青區議會青發選區議員，並於2020年12月6日在民主黨黨員大會中成功當選民主黨中央委員會委員。目前定居英國。

## 經歷
劉子傑在2002年加入民主黨做義工，及後在2008年成為李永達的選舉職員，大學畢業後加入成為全職職員，2009年起為議員助理，並在地區辦事處工作。劉於2011年參與當年的區議會選舉，唯未能夠打敗時任區議員潘小屏。劉在2012年擔任民主黨葵青區社區主任，並於2015年再度參與當年的區議會選舉，唯未能夠打敗原委任議員林翠玲。雖然劉在2015年的區議會選舉失利，但仍未言放棄社區事務，並在2019年再次捲土重來作出參選，終於在當年的區議會選舉中以高達5061票成功擊敗時任區議員林翠玲，成功當選葵青區議會青發選區民選議員，後來並出任葵青區議會審核委員會副主席。
2021年香港立法會選舉期間，劉子傑、譚家浚及其他友人旗下公司，承接候選人新思維狄志遠的選舉網上設計及宣傳工作，劉回覆傳媒查詢時表示自己並未參與其中工作，同時表示：「我識得光合作用？」，藉以批評部分家境富裕的「抽水」人士，為求搏取熱度。

## 外部連結
- 劉子傑的Facebook專頁

| 議會席位      | 議會席位                                | 議會席位    |
| ------------- | --------------------------------------- | ----------- |
| 前任： 林翠玲 | 葵青區議會青發選區 2020年—2021年7月11日 | 繼任： 懸空 |